# Partito Nazionale di Grecia
Il Partito Nazionale di Grecia (in greco: Εθνικόν Κόμμα Ελλάδος - Ethnikón Kómma Elládos) fu un partito politico greco di orientamento conservatore-nazionale fondato nel 1946 da Napoleon Zervas.
Nel 1950 confluì nel Partito dei Liberali.

## Risultati
| Elezione          | Voti   | %    | Seggi    |
| ----------------- | ------ | ---- | -------- |
| Parlamentari 1946 | 66.027 | 5,96 | 20 / 354 |
| Parlamentari 1950 | 61.575 | 3,65 | 7 / 250  |